# Томузловка
Томузловка — река в Ставропольском крае, левый приток реки Кумы. 
Длина реки — 122 км. Средний уклон русла реки — 3,6 м/км (высота истока — 530 м, высота устья — 93 м над уровнем моря). Средний расход воды — 1,06 м³/с. Площадь водосборного бассейна — 3390 км².
Основные притоки: правый — Дубовка, левые — Калиновка, Журавка, балка Щелкан, Грязная балка. Всего в бассейне Томузловки протекает 9 рек и ручьёв длиной более 10 км и 27 — длиной менее 10 км, густота речной сети 0,15 км/км².

## Этимология
Под названием Томузлов река встречается в русских исторических документах по крайней мере с XVIII века[уточнить]. Весной 1777 года в докладе императрице Екатерине II князь Г. А. Потёмкин пишет: «Под № 5 крепость, положенная по вершинам Томузлова, прикрывает сию реку и составляет коммуникацию с Кумою и на вершины Карамыка. Речка Томузлов имеет хорошую и здоровую воду, и на вершинах оной имеются темные и множеством зверей наполненные леса». Название это возникло значительно раньше прихода сюда славянского населения, и происходит, вероятно, из языка обитавших здесь тюркских народов. Одно из первых толкований названия реки в трудах русских исследователей появляется в 1823 году. В работе «Новейшие географические и исторические известия о Кавказе» С. М. Броневский пишет: «Потом следует долина, орошаемая речкою Томузлов или правильнее Тонгузли (свиная вода), а за оною крепость Александровская». Впоследствии название обрело более характерную для русского языка форму Томузловка. Близкий вариант названия, а именно «Тумузловка», присутствует, например, на пятивёрстной карте Кавказского края, изданной в 1877 году.

## Географические сведения
Томузловка берёт начало на Прикалаусских высотах, где бьют мощные ключи. Река течёт по степной равнине в узкой долине с обрывистым левым и более сглаженным правым склоном. Среднее и нижнее течение реки зарегулировано. На реке создано около 80 прудов и небольших водохранилищ, крупнейшим из которых является водохранилище Волчьи Ворота. Ранее река впадала в озеро Широкайское в 6 км от русла Кумы. В настоящее время озеро реконструировано под рыбоводческие хозяйства, а сама река переходит в Томузловский коллектор длиной 35 км и, впадая в левобережную сеть кумских каналов, сливается с Кумой на окраине Будённовска.
Возле села Александровского русло проходит по песчаниковой местности, образуя каменный карниз с пещерами и причудливыми валунами и скалами, напоминающих фантастических животных. Среди них выделяется каменная глыба в виде гигантской лягушки, с высоко поднятой головой, обращённой на запад.
До активного освоения окрестных земель крестьянами вдоль Томузловки рос болотистый пойменный лес. В начале XX века во времена сильных разливов по реке через Куму из Каспия шли на нерест небольшие косяки осетровых рыб. В камышах водилось множество кабанов. Прилетали пеликаны. Вследствие вырубки деревьев на постройки, топливо и прочие нужды уже к концу XIX столетия от леса практически ничего не осталось. Для сохранения и восстановления лесных массивов в степном природном комплексе, сохранения и восстановления ценных в хозяйственном, научном и культурном отношении, а также редких и находящихся под угрозой исчезновения объектов животного и растительного мира в 2001 году в пойме рек Калиновки и Томузловки создан государственный природный заказник «Новоселицкий», а в верховьях Томузловки на Прикалаусских высотах — государственный природный заказник «Александровский».

## Археология
На правом берегу реки Томузловка Х. А. Амирхановым в 1977 году около хутора Жуковский выявлено раннепалеолитическое местонахождение Жуковское. Памятник расположен на высоте ок. 80 м над уровнем реки (ок. 300 м над уровнем моря). По отсутствию в составе ископаемой фауны некорнезубых полёвок, учёные установили для неё верхний возрастной предел на уровне палеомагнитного эпизода Олдувай, соответственно возраст немногочисленных археологических находок оценили в 2 млн лет.